# Município de Washington (condado de Guilford, Carolina do Norte)
Localização da Carolina do Norte nos E.U.A.
O município de Washington (em inglês: Washington Township) é um localização localizado no  condado de Guilford no estado estadounidense da Carolina do Norte. No ano 2010 tinha uma população de 2.937 habitantes.

## Geografia
O município de Washington encontra-se localizado nas coordenadas 36° 11′ 16,49″ N, 79° 34′ 34,09″ O.